# Фара, Эли
Эли Фара (алб. Eli Fara, род. 21 мая 1967 года в г. Корча, Албания) — албанская фолк-певица. Получила почётную степень имени Merited Artist of Albania при албанском правительстве в 1996 году. Одна из наиболее известных албанских певиц.

## Биография
Эли Фара родилась в городе Корча, на юге Албании. Она одна из наиболее известных «серенадных» певиц. Она первый раз выступила на городском фестивале народных песен в своём городе. В 1988 году её пригласили на появившемся национальном фольклорном фестивале в Гирокастре.
Албания не имела индустрии звукозаписи до падения коммунизма в Албании. И лишь позже, как с 1993 года ещё было возможно купить кассетные альбомы с набором артистов, одной из них стала Эли Фара. Она много времени была за рубежом, но осталась очень популярной в своей родной стране. В последние годы она записала много современных песен, хотя она ещё исполняла некоторые народные песни из Корчи, которые первыми привели во внимание албанскую публику. В 2012 году Фара была финалисткой Kënga Magjike (Магическая песня) с песней «Romale», представляющая смесь разных жанров.
В декабре 2019 года Эли Фара дуэтом с рэпером Stresi принимали участие на Festivali i Kёngёs 58 с песней «Bohemë» (Богема, цыганщина), однако им не удалось пройти в финал.